# Providence (Guyane)
Pour les articles homonymes, voir Providence.
Providence est un petit village français, situé sur la commune d'Apatou dans le département de la Guyane. Le village est situé sur la rive droite du fleuve Maroni au confluent de la rivière Crique Beïman. Providence est à la frontière administrative des communes d'Apatou et de Grand-Santi.
Le village n'est accessible que par le fleuve, à trois heures de pirogue d'Apatou. 